# Nicolau Spindeler
Nicolau Spindeler (Zwickau, Saxònia, segle XV — Barcelona, 1507) va ser un tipògraf alemany establert a Barcelona.
D'origen alemany, nascut a Zwickau, començà a exercir com a impressor a Saragossa, al taller de Mateo Flandro, on també treballava el ginebrí Pedro Brun, amb qui Spindeler es va associar. Amb Brun s'instal·len a Tortosa el 1477, on publica la Gramàtica de Perotti, i l'any següent, després de traslladar-se a Barcelona, els comentaris de Tomàs d'Aquino a l'Ètica i a la Política d'Aristòtil. Vers el 1483 degué començar a Barcelona la impressió del Consolat de mar, que acabà Pere Posa l'any següent. S'establí a València, on el 1490 imprimí la primera edició del Tirant lo Blanc. També va passar per Tarragona i València i cap al 1500 o 1501 tornà a Barcelona, on va treballar fins a la seva mort, el 1507.